# Бобриківська волость
Бобриківська волость — історична адміністративно-територіальна одиниця Міуського, потім Таганрізького округу Області Війська Донського з центром у слободі Бобрикова-Петрівська.
Станом на 1873 рік складалася зі слободи та 3 селищ. Населення — 3656 осіб (1839 чоловічої статі та 1817 — жіночої), 575 дворових господарства і 9 окремих будинків.
Поселення волості:
- Бобрикова-Петрівська — слобода над річкою Нагольна за 130 верст від окружної станиці та за 12 верст від Єсаулівської поштової станції, 1502 особи, 237 дворових господарства й 3 окремих будинки, у господарствах налічувалось 50 плугів, 235 коней, 205 пар волів, 1410 звичайних і 100 тонкорунних овець;
- Новокраснівка — селище над річкою Нагольна за 135 верст від окружної станиці та за 15 верст від Єсаулівської поштової станції, 1026 осіб, 171 дворове господарство й 3 окремих будинки;
- Тузлівське-Олександрів — селище над річкою Тузлів за 120 верст від окружної станиці та за 30 верст від Єсаулівської поштової станції, 637 особи, 90 дворових господарства й 3 окремих будинки;
- Вишневецьке-Грекове — селище над річкою Вишневецька за 128 верст від окружної станиці та за 19 версти від Єсаулівської поштової станції, 491 особа, 77 дворових господарств.

Старшинами волості були:
- 1905 року — Йосип Миколайович Прудов[2];
- 1907 року — Михайло Євдокимович Чередніченко[3].
- 1912 року — Д. Г. Біліченко[4].